# Família Telerín
La Família Telerín era un programa de Televisió Espanyola que s'encarregava d'anunciar el final de la programació infantil i que, per tant, donava pas a la programació adulta. Fou creat l'any 1964 pels germans Santiago i José Luis Moro.

## Característiques
Aquesta sintonia indicava, cada dia, a les 19.30 (a l'hivern) i a les 20.00 (a l'estiu), que veure la televisió s'havia acabat per als més petits de la casa. Va haver-hi diversos anuncis, primer en blanc i negre i, més tard, en color. La Família Telerín estava composta pels personatges Cleo, Teté, Maripí, Pelusín, Coletas i Cuquín.

## Llegat
Fou un gran èxit en els nens dels anys 60. El programa es va emetre a altres països, entre ells Mèxic, Xile, El Salvador, Veneçuela i l'Argentina.
Va haver-hi molt marxandatge sobre la família Telerín, entre altres es van publicar àlbums de cromos, llibretes, contes, rellotges, mocadors i es van fer ninots de plàstic.
Una adaptació a còmic va aparèixer a les revistes "Din Dan" de l'Editorial Bruguera i "Anteojito" de Manuel García Ferré, dibuixada per Blas Sanchis.

## Pel·lícula
L'any 1966 van protagonitzar la seva pròpia pel·lícula titulada El mag dels somnis.

## Cleo & Cuquin
L'any 2018 es va estrenar la sèrie animada Cleo & Cuquin, una versió actualitzada i feta en animació 3D, produïda per Ànima Kitchent per a TVE i adquirida per Netflix per a la seva distribució internacional. S'emet a Llatinoamèrica per Discovery Kids, a Espanya per Clan TV i a Mèxic per Mexiquense TV (Canal 34) del Sistema Mexiquense de Mitjans Públics com a part del programa Bim Bam Bum i per Canal 5, a més pel seu canal oficial de YouTube.